# Jaromir Beran
Jaromir Beran [járomir berán], slovenski pravnik, pravni zgodovinar in knjižničar, * 7. marec 1909, Maribor, † 2002.

## Življenje in delo
Jaromirjev oče je bil znani skladatelj, violončelist in glasbeni pedagog Emerik Beran (1868 – 1940). Jaromir je maturiral na klasični gimnaziji v Mariboru leta 1927. Kot skladateljev sin je pridobil temeljito glasbeno izobrazbo. V gimnazijskih letih se je veliko ukvarjal z umetnostjo in še posebej z arhitekturo. Po maturi se je s težavo odločil za študij prava, saj sta ga enako zanimali arhitektura in zgodovina. Leta 1927 je začel študirati na Pravni fakulteti v Ljubljani. Tu je diplomiral leta 1940. Najprej je bil od leta 1945 zaposlen v profesorski knjižnici Pravne fakultete, kjer se je zaposlil kot knjižničar do leta 1952. Tega leta je začel predavati pravno zgodovino. Upokojil se je leta 1976.
Posebej se je sistematično ukvarjal z raziskovanjem goriškega prava, s pravom v beneški Istri in delno s tržaškim pravom.